# Europamästerskapen i ridsport 2017
Europamästerskapen i ridsport 2017 arrangerades mellan 21 och 27 augusti 2017 i Göteborg. Arrangemanget var ett samlat Europamästerskap för grenarna hoppning, dressyr, paradressyr och fyrspannskörning.

## Organisation

### Val av arrangör
I juni 2014 valde internationella ridsportförbundet att förlägga Europamästerskapen 2017 för fyra av ridsportens grenar i Göteborg. Detta innebar att man valde en erfaren arrangör i form av Got Event som varje år arrangerar inomhustävlingen Göteborg Horse Show , där flera världscupfinaler i hoppning, dressyr och körning har arrangerats. Efter Herning 2013, och Aachen 2015 var det tredje gången man valde att arrangera ett samlat europamästerskap i dressyr och hoppning, samt ytterligare en eller flera discipliner.

### Arenor
Alla grenar genomfördes på arenor i centrala Göteborg. Huvudarenan var Ullevi som delades av med temporära läktare för att på så sätt få en stor tävlingsbana och en mindre uppvärmningsbana. Här genomfördes invigningen samt alla tävlingar i dressyr och hoppning. Söder om Ullevi, på Valhalla idrottsplats och i Scandinavium anlades temporära stallar för alla tävlande hästar.
Den andra arenan byggdes upp på Heden där tävlingarna i paradressyr, samt dressyr och precisions-momenten i fyrspannskörningen avgjordes. Maratonmomentet i fyrspannskörningen startade på Heden, banan löpte genom gator och parker fram till Slottsskogen där hinderdelen av terrängmomentet genomfördes.

## Tävlingar

### Schema
Invigningen ägde rum på kvällen den 21 augusti. Tävlingarna började ett par timmar tidigare med de första ritterna i paradressyr som avslutades den 23 augusti. Den 22 augusti startade dressyrtävlingarna, hoppning en dag senare. Som sista disciplin startade fyrspannskörning den 25 augusti. Efter finalen i den individuella hoppningen den 26 augusti, hölls en kort avslutningsceremonin.
|                  | 21 aug    | 22 aug | 23 aug | 24 aug  | 25 aug | 26 aug  | 27 aug     |
| ---------------- | --------- | ------ | ------ | ------- | ------ | ------- | ---------- |
| Ceremonier       | Invigning |        |        |         |        |         | Avslutning |
| Paradressyr      | I         | I/L    | I      |         |        |         |            |
| Dressyr          |           | I/L    | I/L    |         | I      | I       |            |
| Hoppning         |           |        | I/Len  | I/L     | I/L    |         | I          |
| Fyrspannskörning |           |        |        |         | I/L    | I/L     | I/L        |
| Kringklasser     |           |        |        | Dre/Hop | Hop    | Dre/Hop | Hop        |

- De blå rutorna representerar dagar för kvaltävlingar, de gyllene fälten dagar med finaler. Lila rutorna anger kringklasser.
- I: individuella tävlingar
- L: lagtävling
- Dre: Kringklasser för dressyrryttare upp till 25 år
- Hop: Kringklasser hoppning

## Medaljörer

### Dressyr
| gren                | Guld | Silver | Brons |
| Individuell dressyr | Isabell Werth Weihegold OLD Tyskland                                                                                             | Sönke Rothenberger Cosmo Tyskland                                                                                                | Cathrine Dufour Atterupgaards Cassidy Danmark                                                                                  |
| Individuell kür     | Isabell Werth Weihegold OLD Tyskland                                                                                             | Sönke Rothenberger Cosmo Tyskland                                                                                                | Cathrine Dufour Atterupgaards Cassidy Danmark                                                                                  |
| Lag dressyr         | Helen Langehanenberg Damsey FRH Dorothee Schneider Sammy Davis Jr. Sönke Rothenberger Cosmo Isabell Werth Weihegold OLD Tyskland | Agnete Kirk Thinggaard Jojo AZ Anna Zibrandtsen Arlando Anna Kasprzak Donnperignon Cathrine Dufour Atterupgaards Cassidy Danmark | Rose Mathisen Zuidenwind 1187 Tinne Vilhelmson Paridon Magi Therese Nilshagen Dante Weltino OLD Patrik Kittel Delaunay Sverige |

### Hoppning
| gren                 | Guld | Silver | Brons |
| Individuell hoppning | Peder Fredricson H&M All In Sverige                                                                               | Harrie Smolders Don VHP Z Nederländerna                                                                                         | Cian O'Connor Good Luck Irland                                                                                               |
| Lag hoppning         | Shane Sweetnam Chaqui Z Bertram Allen Hector van d'Abdijhoeve Denis Lynch All Star Cian O'Connor Good Luck Irland | Henrik von Eckermann Mary Lou Malin Baryard-Johnsson Cue Channa Douglas Lindelöw Zacramento Peder Fredricson H&M All In Sverige | Nadja Peter Steiner Saura de Fondcombre Romain Duguet Twentytwo des Biches Martin Fuchs Clooney Steve Guerdat Bianca Schweiz |

### Fyrspannskörning
| gren                | Guld                                                        | Silver                                                   | Brons                                                |
| Individuell körning | Chardon Ijsbrand Nederländerna                              | Edouard Simonet Belgien                                  | Christoph Sandmann Tyskland                          |
| Lag körning         | Koos de Ronde Chardon Ijsbrand Theo Timmerman Nederländerna | Mareike Harm Georg von Stein Christoph Sandmann Tyskland | Edouard Simonet Dries Dagerieck Glenn Geerts Belgien |

### Paradressyr
| gren                             | Guld | Silver | Brons |
| Individuell paradressyr grad I   | Julie Payne Athene Lindebjerg Storbritannien                                                                              | Elke Philipp Regaliz Tyskland | Rihards Snikus King Of The Dance Lettland                                                                                 |
| Individuell kür grad I           | Julie Payne Athene Lindebjerg Storbritannien                                                                              | Rihards Snikus King Of The Dance Lettland | Elke Philipp Regaliz Tyskland                                                                                             |
| Individuell paradressyr grad II  | Pepo Puch Fontainenoir Österrike                                                                                          | Nicole den Dulk Wallce N.O.P. Nederländerna | Stinna Kaastrup Horsebo Smarties Danmark                                                                                  |
| Individuell kür grad II          | Stinna Kaastrup Horsebo Smarties Danmark                                                                                  | Nicole den Dulk Wallce N.O.P. Nederländerna | Alina Rosenberg Nea's Daboun Tyskland                                                                                     |
| Individuell paradressyr grad III | Susanna Hext Abira Storbritannien                                                                                         | Claudia Schmidt Romeo Royal Tyskland | Erin Frances Orford Dior Storbritannien                                                                                   |
| Individuell kür grad III         | Susanna Hext Abira Storbritannien                                                                                         | Steffen Zeibig Feel Good Tyskland | Thobias Thorning Jørgensen Bruunsholms Caribian Danmark                                                                   |
| Individuell paradressyr grad IV  | Sanne Voets Demantur Nederländerna                                                                                        | Manon Claeys San Dior 2 Belgien | Louise Etzner Jakobsson Zernard Sverige                                                                                   |
| Individuell kür grad IV          | Susanne Sunesen CSK's Que Faire Danmark                                                                                   | Louise Etzner Jakobsson Zernard Sverige | Sanne Voets Demantur Nederländerna                                                                                        |
| Individuell paradressyr grad V   | Frank Hosmar Alphaville N.O.P. Nederländerna                                                                              | Sophie Wells C Fatal Attraction Storbritannien | Nicole Geiger Phal de Lafayette Schweiz                                                                                   |
| Individuell kür grad V           | Sophie Wells C Fatal Attraction Storbritannien                                                                            | Frank Hosmar Alphaville N.O.P. Nederländerna | Nicole Geiger Phal de Lafayette Schweiz                                                                                   |
| Lag paradressyr                  | Sophie Wells C Fatal Attraction Erin Frances Orford Dior Susanna Hext Abirrt Julie Payne Athene Lindebjerg Storbritannien | Stinna Kaastrup Horsebo Smarties Annika Lykke Dalskov Risum Aros A Fenris Thobias Thorning Jørgensen Bruunsholms Caribian Susanne Sunesen CSK's Que Faire Danmark | Frank Hosmar Alphaville N.O.P. Nicole den Dulk Wallce N.O.P. Lotte Krijnsen Rosenstolz Sanne Voets Demantur Nederländerna |